# Xrâmana

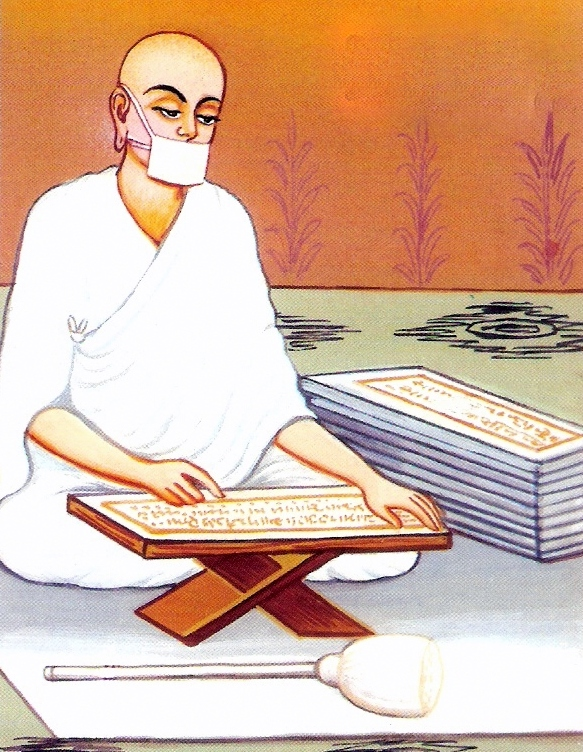
Um monge jainista

Xrâmana ou xrâmane (sânscrito: śramaṇa; páli: samaṇa) significa "aquele que trabalha, labuta ou se esforça (para algum propósito mais elevado ou religioso)" ou "buscador, aquele que realiza atos de austeridade, asceta". Durante seu desenvolvimento, o termo passou a se referir a várias religiões ascéticas não bramânicas paralelas, mas separadas da religião védica. A tradição xramânica, ou xramanismo, inclui principalmente o jainismo, o budismo, e outros como o Ajivica.
As religiões xramanas tornaram-se populares nos mesmos círculos de mendicantes do Grande Magada que levaram ao desenvolvimento de práticas espirituais, bem como os conceitos populares em todas as principais religiões indianas, como saṃsāra (o ciclo de nascimento e morte) e moksha (libertação desse ciclo).
As tradições xramânicas têm uma gama diversificada de crenças, que vão desde aceitar ou negar o conceito de alma, do fatalismo ao livre arbítrio, da idealização do ascetismo extremo à da vida familiar, renúncia, estrito ahimsa (não-violência) e vegetarianismo à permissibilidade da violência e carnívoros.

## Etimologia e origem

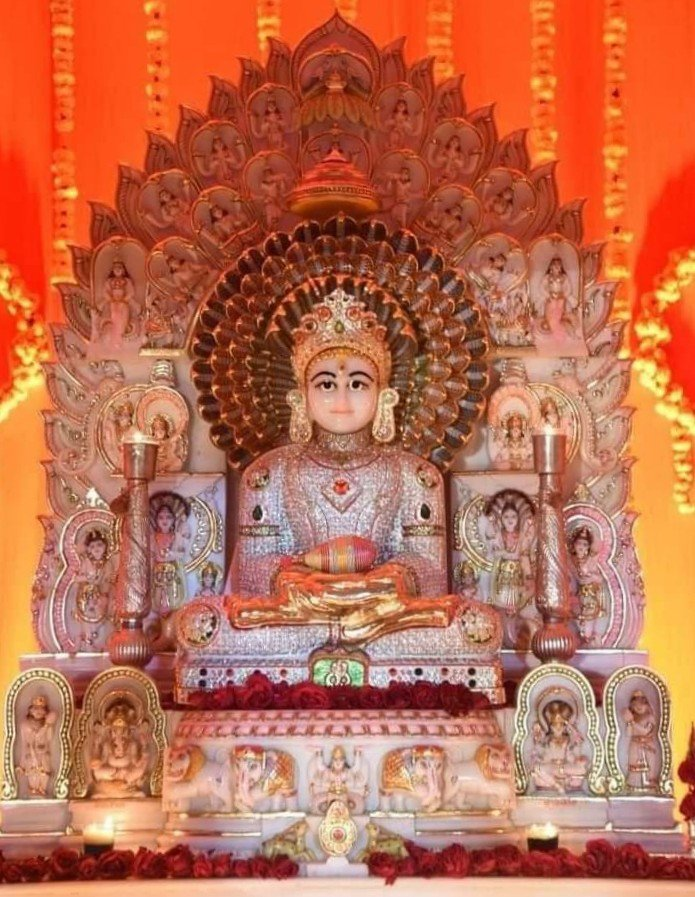
23 Tirtancara jaina, Parshwanatha reorganizou a sanga xrâmane no século IX aC.

Um dos primeiros usos registrados da palavra śramaṇa, no sentido de um mendicante, está no versículo 4.3.22 da Brihadaranyaka Upanishad, composta por volta do século VI a.C. O conceito de renúncia e estilo de vida monástico é encontrado na literatura védica, com termos como yatis, rishis e śramaṇas. A literatura védica da era pré-1000 a.C. menciona Muni (मुनि, monges, mendicantes, homem santo). O Rig Veda, por exemplo, no Livro 10, Capítulo 136, menciona mendicantes como aqueles com kēśin (केशिन्, cabelos compridos) e roupas mala (मल, sujas, cor de terra, amarelo, laranja, açafrão) envolvidos nos assuntos de mananat (mente, meditação).
केश्यग्निं केशी विषं केशी बिभर्ति रोदसी । केशी विश्वं स्वर्दृशे केशीदं ज्योतिरुच्यते ॥१॥

मुनयो वातरशनाः पिशङ्गा वसते मला । वातस्यानु ध्राजिं यन्ति यद्देवासो अविक्षत ॥२॥

Ele com as longas mechas soltas (de cabelo) sustenta Agni, e umidade, céu e terra; Ele é todo o céu para se olhar: aquele de cabelos compridos é chamado de luz.

Os Munis, cingidos pelo vento, usam roupas de cor de terra; Eles, seguindo o curso rápido do vento, vão para onde os Deuses foram antes.—Rig Veda, Hino 10.136.1-2
O hino usa o termo vātaraśana (वातरशन) que significa "cingido de vento". Alguns estudiosos interpretaram isso como significando "monge nu vestido de céu" e, portanto, um sinônimo de Digambara (uma seita jainista). No entanto, outros estudiosos afirmam que essa não poderia ser a interpretação correta porque é inconsistente com as palavras que se seguem imediatamente, "vestir roupas em tons de terra". O contexto provavelmente significa que o poeta está descrevendo os "munis" como se movendo como o vento, suas roupas pressionadas pelo vento. De acordo com Olivelle, é improvável que o vātaraśana implique uma classe dentro do contexto védico.
O mais antigo uso explícito conhecido do termo śramaṇa é encontrado na seção 2.7 do Taittiriya Aranyaka, uma camada dentro do Yajurveda (~1000 a.C., uma escritura do hinduísmo). Menciona Rishis xrâmanas e Rishis celibatários.
Os comentários budistas associam a etimologia da palavra com a aquietação (samita) do mal (pāpa) como na seguinte frase do século 3 a.C. Dhammapada, versículo 265: samitattā pāpānaŋ ʻsamaṇoʼ ti pavuccati ("alguém que pacificou o mal é chamado samaṇa").
A palavra śramaṇa é postulada como derivada da raiz verbal śram, que significa "exercer esforço, labor ou realizar austeridade". A história dos monges errantes na Índia antiga é parcialmente indetectável. O termo 'parivrajaka' talvez fosse aplicável a todos os monges peripatéticos da Índia, como os encontrados no budismo, jainismo e bramanismo.
Śramaṇa refere-se a uma variedade de tradições ascéticas de renúncia de meados do primeiro milênio a.C. Os xrâmanas eram tradições individuais, experienciais e de forma livre. O termo "xrâmanas" é usado às vezes para contrastá-los com "brâmanes" em termos de seus modelos religiosos. Parte da tradição xrâmana manteve sua identidade distinta do hinduísmo ao rejeitar a autoridade epistêmica dos Vedas, enquanto uma parte da tradição xrâmana tornou-se parte do hinduísmo como um estágio do darma Ashrama, ou seja, como saniasins renunciantes.
O páli samaṇa foi sugerido como a origem final da palavra evenki сама̄н (samān) "xamã", possivelmente via chinês médio ou tocariano B; no entanto, a etimologia desta palavra, que também é encontrada em outras línguas tungúsicas, é controversa.

## História
Vários movimentos xrâmanas são conhecidos por terem existido na Índia antes do século VI a.C. (pré-Buda, pré-Mahavira), e estes influenciaram as tradições ástica e nástica da filosofia indiana. Martin Wiltshire afirma que a tradição xrâmana evoluiu na Índia em duas fases, a saber, fases paccekabuddha e savaka, sendo a primeira a tradição do asceta individual e a segunda dos discípulos, e que o budismo e o jainismo emergiram destas ultimamente como manifestações sectárias. Essas tradições se basearam em conceitos bramânicos já estabelecidos, afirma Wiltshire, para comunicar suas próprias doutrinas distintas. Reginald Ray concorda que os movimentos xrâmanas já existiam e eram tradições estabelecidas na Índia pré-século VI a.C., mas discorda de Wiltshire que eles não eram sectários antes da chegada de Buda.
De acordo com os Ágamas jains e o Cânone Páli budista, havia outros líderes xrâmanas na época de Buda. No Mahāparinibbāna Sutta (DN 16), um xrâmana chamado Subhadda menciona:
"...aqueles ascéticos, samanas ou brâmins que têm ordens e seguidores, que são professores, conhecidos e famosos como fundadores de escolas, e popularmente considerados santos, como Pūraṇa Kassapa, Makkhali Gosāla, Ajita Kesakambalī, Pakudha Kaccāyana, Sanjaya Belatthiputta e Nigaṇṭha Nātaputta (Mahavira)..."
—Digha Nikaya 16

### Relação com o vedismo
Govind Chandra Pande, professor de história indiana, afirma em seu estudo de 1957 sobre as origens do budismo que xrâmana era uma tradição "cultural e religiosa distinta e separada" da védica.
Patrick Olivelle, professor de indologia e conhecido por suas traduções das principais obras sânscritas antigas, afirma em seu estudo de 1993 que, ao contrário de algumas representações, a tradição xrâmana original fazia parte da védica. Ele escreve,
"Xrâmana nesse contexto obviamente significa uma pessoa que tem o hábito de realizar srama. Longe de separar esses videntes da tradição ritual védica, portanto, śramaṇa os coloca bem no centro dessa tradição. Aqueles que vêem a eles [videntes xrâmanas] como precursores não-bramânicos, anti-bramânicos ou mesmo não-arianos de ascetas sectários posteriores estão tirando conclusões que ultrapassam em muito as evidências disponíveis."
—Patrick Olivelle, The Ashrama System
De acordo com Olivelle e outros estudiosos como Edward Crangle, o conceito de xrâmana existe na literatura bramânica inicial. O termo é usado em um sentido adjetivo para os sábios que viveram um modo de vida especial que a cultura védica considerava extraordinário. No entanto, a literatura védica não fornece detalhes dessa vida. O termo não implicava qualquer oposição a brâmanes ou chefes de família. Com toda a probabilidade afirma Olivelle, durante a era védica, nem o conceito xrâmana se referia a uma classe identificável, nem a grupos ascéticos como na literatura indiana posterior. Além disso, nos primeiros textos, alguns anteriores ao governante do século III a.C. Axoca, o Brâmana e Xrâmana não são distintos nem opostos. A distinção, de acordo com Olivelle, na literatura indiana posterior "pode ter sido um desenvolvimento semântico posterior possivelmente influenciado pela apropriação do último termo [Xrâmana] pelo budismo e pelo jainismo".
A sociedade védica, afirma Olivelle, continha muitas pessoas cujas raízes não eram arianas que devem ter influenciado as classes arianas. No entanto, é difícil identificar e isolar essas influências, em parte porque a cultura védica não apenas se desenvolveu a partir de influências, mas também de seu dinamismo interno e desenvolvimentos socioeconômicos.
De acordo com Bronkhorst, a cultura xrâmana surgiu no "Grande Magada", que era indo-ariana, mas não védica. Nesta cultura, os xátrias eram colocados acima dos brâmanes e rejeitavam a autoridade e os rituais védicos.

### Escolas xrâmanas pré-budistas em textos budistas
Pande atribui a origem do budismo, não inteiramente ao Buda, mas a um "grande fermento religioso" no final do período védico, quando as tradições bramânica e xramânica se misturaram.
O texto budista do Samaññaphala Sutta identifica seis escolas xrâmanas pré-budistas, identificando-as por seu líder. Essas seis escolas são representadas no texto por terem filosofias diversas, que de acordo com Padmanabh Jaini, podem ser "uma imagem tendenciosa e não dá uma imagem verdadeira" das escolas xramânicas que rivalizam com o budismo,
1. Movimento xrâmana de Purana Kassapa (amoralismo): acreditava na ética antinomiana. Esta antiga escola afirmava que não há leis morais, nada é moral ou imoral, não há virtude nem pecado.[49][51]
2. Movimento xrâmana de Makkhali Gosala (Ajivica): acreditava no fatalismo e no determinismo de que tudo é consequência da natureza e suas leis. A escola negava que houvesse livre arbítrio, mas acreditava que a alma existia. Tudo tem sua própria natureza individual, baseada em como se constitui a partir de elementos. O carma e as consequências não são devidos ao livre arbítrio, não podem ser alterados, tudo é pré-determinado, por causa de e incluindo a composição de cada um.[49][52]
3. Movimento xrâmana de Ajita Kesakambali (Locaiata-Charvaca): acreditava no materialismo. Negava que existe uma vida após a morte, qualquer samsara, qualquer carma, ou qualquer fruto de boas ou más ações. Tudo, incluindo os humanos, é composto de matéria elementar, e quando alguém morre, retorna a esses elementos.[49][53]
4. Movimento xrâmana de Pakudha Kaccayana: acreditava no atomismo. Negava que existe um criador, conhecedor. Acreditava que tudo é feito de sete blocos básicos de construção que são eternos, nem criados nem causados para serem criados. Os sete blocos incluíam terra, água, fogo, ar, felicidade, dor e alma. Todas as ações, incluindo a morte, são mero rearranjo e interpenetração de um conjunto de substâncias em outro conjunto de substâncias.[49][54]
5. Movimento xrâmana de Mahavira (jainismo): acreditava na contenção quádrupla, evitava todo o mal (veja mais abaixo).[49]
6. Movimento xrâmana de Sanjaya Belatthiputta (Ajñana): acreditava no agnosticismo absoluto. Recusava ter qualquer opinião sobre a existência ou inexistência de vida após a morte, carma, bem, mal, livre arbítrio, criador, alma ou outros tópicos.[49]

Os movimentos xrâmanas pré-budistas eram Sanghagani (ordem de monges e ascetas) organizadas, de acordo com o Samaññaphala Sutta budista. Os seis líderes acima são descritos como Sanghi (chefe da ordem), Ganacariyo (professor), Cirapabbajito (recluso), Yasassi e Neto (de renome e bem conhecido).

### Jainismo
A literatura jainista também menciona Pūraṇa Kassapa, Makkhali Gosāla e Sañjaya Belaṭṭhaputta. Durante a vida de Buda, Mahavira e Buda eram líderes de suas ordens xrâmanas. Nigaṇṭha Nātaputta refere-se a Mahāvīra.
Segundo Pande, os jainistas eram os mesmos nigantas mencionados nos textos budistas, e eram uma seita bem estabelecida quando Buda começou a pregar. Ele afirma, sem identificar evidências de apoio, que os "jainas" parecem ter pertencido aos munis não-védicos que podem ter sido ligados em última instância à civilização pré-védica". O sistema xrâmana é acreditado pela maioria dos estudiosos jainistas como tendo sido de origem independente e não um movimento de protesto de qualquer tipo, que teriam sido liderados por pensadores jainistas e que eram pré-budistas e pré-védicos.
Alguns estudiosos postulam que os símbolos da civilização do Vale do Indo podem estar relacionados a estátuas jainistas posteriores, e o ícone do touro pode ter uma conexão com Rishabhanatha. De acordo com Dundas, fora da tradição jainista, os historiadores datam o Mahavira como sendo contemporâneo do Buda no século V a.C. e, consequentemente, o Parshvanatha histórico, baseando-se em cerca de 250 anos de intervalo, é posto no século VIII ou VII a.C.

### Budismo
Foi como um xrâmana que o Buda deixou o palácio de seu pai e praticou austeridades. Gautama Buda, depois de jejuar quase até a morte por fome, considerou as austeridades extremas e a automortificação como inúteis ou desnecessárias para alcançar a iluminação, recomendando um "Caminho do Meio" entre os extremos do hedonismo e da automortificação. Devadatta, um primo de Gautama, causou uma cisão na sanga budista ao exigir práticas mais rigorosas.
O movimento budista escolheu um estilo de vida ascético moderado. Isso contrastava com os jainistas, que continuaram a tradição de austeridade mais forte, como jejuar e doar todas as propriedades, incluindo roupas e, assim, ficar nu, enfatizando que a dedicação completa à espiritualidade inclui afastar-se de bens materiais e qualquer causa para o mau carma. Os preceitos ascéticos moderados, afirma Collins, provavelmente atraíram mais pessoas e ampliaram a base de pessoas que queriam se tornar budistas. O budismo também desenvolveu um código para a interação de leigos que buscam o mundo e comunidades monásticas budistas que negam o mundo, o que encorajou o relacionamento contínuo entre ambos. Collins afirma, por exemplo, que duas regras do vinaia (código monástico) eram que uma pessoa não podia ingressar em uma comunidade monástica sem a permissão dos pais e que pelo menos um filho permanecia com cada família para cuidar dessa família. O budismo também combinou a interação contínua, como dar esmolas aos renunciantes, em termos de mérito adquirido pelo bom renascimento e bom carma pelos leigos. Este código desempenhou um papel histórico em seu crescimento e forneceu um meio confiável de esmolas (comida, vestuário) e apoio social ao budismo.
Randall Collins afirma que o budismo era mais um movimento de reforma dentro das classes religiosas educadas, compostas principalmente de brâmanes, em vez de um movimento rival de fora dessas classes. No budismo primitivo, o maior número de monásticos eram originalmente brâmanes, e virtualmente todos eram recrutados das duas classes superiores da sociedade—brâmanes e xátrias.

### Ajivica
Ajivica foi fundado no século V a.C. por Makkhali Gosala, como um movimento xrâmana e um grande rival do budismo e do jainismo primitivos. Ajívicas eram renunciantes organizados que formavam comunidades discretas.
Os ajívicas atingiram o auge de sua proeminência no final do primeiro milênio a.C., depois declinaram, mas continuaram a existir no sul da Índia até o século XIV, como evidenciado por inscrições encontradas no sul da Índia. Textos antigos do budismo e do jainismo mencionam uma cidade no primeiro milênio a.C. chamada Savatthi (sânscrito Śravasti) como o centro dos ajívicas; estava localizada no que é hoje o estado de Utar Pradexe, no norte da Índia. Na parte posterior da era comum, inscrições sugerem que os ajívicas tiveram uma presença significativa no estado de Carnataca, no sul da Índia, e no distrito de Kolar, em Tâmil Nadu.
As escrituras originais da escola de filosofia ajívica já existiram, mas estão indisponíveis e provavelmente perdidas. Suas teorias são extraídas de menções de ajívicas nas fontes secundárias da literatura indiana antiga. Os estudiosos questionam se a filosofia ajívica foi resumida de forma justa e completa nessas fontes secundárias, escritas por antigos estudiosos budistas e jainistas, que representavam filosofias concorrentes e antagônicas aos ajívicas.

### Conflito entre os movimentos xrâmanas
De acordo com o texto Ashokavadana do século II d.C., o imperador máuria Bindusara era um patrono dos ajívicas e atingiu seu pico de popularidade durante esse período. Ashokavadana também menciona que o filho de Bindusara, Axoca, se converteu ao budismo, ficou furioso com uma imagem que mostrava Buda sob luz negativa e emitiu uma ordem para matar todos os ajívicas em Pundravardhana . Cerca de 18.000 seguidores da seita ajívica foram executados como resultado desta ordem.
Os textos jainistas mencionam separação e conflito entre Mahavira e Gosala, acusação de comentários desdenhosos e uma ocasião em que as ordens monásticas jaina e ajívica "chegaram a golpes". No entanto, dado que os textos alegando conflito e retratando ajívicas e Gosala em luz negativa foram escritos séculos após o incidente por seus oponentes xrâmanas, e dadas as versões em textos budistas e jainistas são diferentes, a confiabilidade dessas histórias, afirma Basham, é questionável.

## Filosofia

### Filosofia jainista
O jainismo deriva sua filosofia dos ensinamentos e vidas dos vinte e quatro Tirtancaras, dos quais Mahavira foi o último. Acharyas Umaswati, Kundakunda, Haribhadra, Yaśovijaya Gaṇi e outros desenvolveram e reorganizaram a filosofia jainista em sua forma atual. As características distintivas da filosofia jainista são sua crença na existência independente da alma e da matéria, predominância do carma, a negação de um Deus criativo e onipotente, a crença em um universo eterno e incriado, uma forte ênfase na não-violência, um acento no anekantavada e moralidade e ética baseada na libertação da alma. A filosofia jainista de anekantavada e syādvāda, que postula que a verdade ou realidade é percebida de forma diferente de diferentes pontos de vista, e que nenhum ponto de vista único é a verdade completa, fez contribuições muito importantes para a filosofia indiana antiga, especialmente nas áreas de ceticismo e relatividade.

### Uso em textos Jain
Os monásticos jainistas são conhecidos como xrâmanas enquanto os praticantes leigos são chamados xrávacas (śrāvakas). A religião ou código de conduta dos monges é conhecido como darma xrâmana. Cânones jainistas como Ācāranga Sūtra e outros textos posteriores contêm muitas referências a xrâmanas.

#### Ācaranga Sūtra
Um verso do Ācāranga sūtra define um bom xrâmana:
"Desconsiderando (todas as calamidades) ele convive com monges inteligentes, insensíveis à dor e ao prazer, não ferindo os (seres) móveis e imóveis, não matando, suportando tudo: assim é descrito o grande sábio, um bom xrâmana."
O capítulo sobre renúncia contém um voto xrâmana de não posse:
"Eu me tornarei um xrâmana que não possui casa, propriedade, filhos, gado, que come o que os outros lhe dão; Não cometerei nenhuma ação pecaminosa; Mestre, renuncio a aceitar qualquer coisa que não tenha sido dada.' Tendo feito tais votos, (um mendicante) não deve, ao entrar em uma aldeia ou cidade livre, tomar a si mesmo, ou induzir outros a tomar, ou permitir que outros tomem, o que não foi dado."
O Ācāranga Sūtra dá três nomes de Mahavira, o vigésimo quarto Tirtancara, um dos quais era Śramaṇa:
"O venerável asceta Mahavira pertencia ao Kasyapa gotra. Seus três nomes foram assim registrados pela tradição: por seus pais ele foi chamado de Vardhamana, porque ele é desprovido de amor e ódio; (ele é chamado) Sramana (ou seja, asceta), porque ele sustenta terríveis perigos e medos, a nobre nudez e as misérias do mundo; o nome Venerável Asceta Mahavira foi dado a ele pelos deuses."

#### Sutrakrtanga
Outro cânone jainista, Sūtrakrtanga descreve o xrâmana como um asceta que tomou Mahavrata, os cinco grandes votos:
"Ele é um xrâmana por esta razão que ele não é impedido por nenhum obstáculo, que ele está livre de desejos, (por abster-se de) propriedade, matar, contar mentiras e relações sexuais; (e de) ira, orgulho, engano, ganância, amor e ódio: abandonando assim toda paixão que o envolve em pecado, (como) matar seres. (Tal homem) merece o nome de um xrâmana, que subjuga (além disso) seus sentidos, é bem qualificado (para sua tarefa) e abandona seu corpo."
O Sūtrakrtanga registra que o príncipe, Ardraka, que se tornou discípulo de Mahavira, discutindo com outros professores heréticos, disse a Makkhali Gosala as qualidades de xrâmanas:
"Aquele que (ensina) os grandes votos (dos monges) e os cinco pequenos votos (dos leigos 3), os cinco Âsravas e a paralisação dos Âsravas, e controle, que evita Karman nesta vida abençoada de xrâmanas, a ele eu chamo um xrâmana."

### Filosofia budista
O Buda inicialmente praticou severas austeridades, jejuando quase até a morte de fome. No entanto, mais tarde ele considerou as austeridades extremas e a automortificação desnecessárias e recomendou um "Caminho do Meio" entre os extremos do hedonismo e da automortificação.
O Brahmajāla Sutta menciona muitos xrâmanas com os quais Buda discordou. Por exemplo, em contraste com os jainistas xramânicos, cuja premissa filosófica inclui a existência de um Atman (eu, alma) imutável em cada ser, a filosofia budista não aceita isso. Este conceito chamado Anatta (ou Anatman) faz parte das Três Marcas da existência na filosofia budista, sendo as outras duas Dukkha (sofrimento) e Anicca (impermanência). De acordo com Buda, afirma Laumakis, tudo carece de existência inerente. O budismo é uma filosofia transteísta, que se preocupa especialmente com pratītyasamutpāda (originação dependente) e śūnyatā (vacuidade).
Dos éditos de pedra, verifica-se que tanto os brâmanes quanto os xrâmanas desfrutavam de igual santidade.

### Filosofia ajívica
A escola Ajivica é conhecida por sua doutrina Niyati de determinismo absoluto, a premissa de que não há livre arbítrio, que tudo o que aconteceu, está acontecendo e acontecerá é inteiramente preordenado e uma função de princípios cósmicos. Ajivica considerou a doutrina do carma como uma falácia. A metafísica ajívica incluía uma teoria de átomos semelhante à escola Vaisheshika, onde tudo era composto de átomos, qualidades emergiam de agregados de átomos, mas a agregação e a natureza desses átomos eram predeterminadas por forças cósmicas. Os ajívicas eram ateus e rejeitavam a autoridade epistêmica dos Vedas, mas acreditavam que em todo ser vivo existe um ātman—uma premissa central do hinduísmo e do jainismo também.

### Comparação de filosofias
As tradições xrâmanas subscreveram diversas filosofias, discordando significativamente umas das outras, bem como da filosofia indiana ortodoxa (seis escolas de filosofia hindu). As diferenças vão desde a crença de que todo indivíduo tem uma alma (self, atmã) até a afirmação de que não há alma, de mérito axiológico em uma vida ascética frugal ao de uma vida hedonista, de uma crença em renascimento para afirmar que não há renascimento.
A negação da autoridade epistêmica dos Vedas e Upanixades foi uma das várias diferenças entre as filosofias xramânicas e o hinduísmo ortodoxo. Jaini afirma que, enquanto a autoridade dos vedas, a crença em um criador, o caminho do ritualismo e o sistema social de hereditariedade constituíam as pedras angulares das escolas brâmanes, o caminho da automortificação ascética era a principal característica de todas as escolas xramânicas.{{Nota de rodapé|nota=De acordo com Rahul Sankrityayan, o acadêmico budista do século VII Dharmakirti escreveu:

vedapramanyam kasyacit kartrvadah/ snane dharmeccha jativadavalepah// santaparambhah papahanaya ceti/ dhvastaprajnanam pancalirigani jadye 

"A autoridade inquestionável dos vedas; a crença em um criador de mundos; a busca da purificação por meio de banhos rituais; a divisão arrogante em castas; a prática da mortificação para expiar o pecado; - estas cinco são as marcas da estupidez crassa de homens tolos." (Segundo a tradução por Rahul Sankrityayan)

"A crença na autoridade dos Vedas e em um criador, desejar o mérito do banho, orgulho de casta e praticar a autonegação para a erradicação dos pecados – essas cinco são as marcas da estupidez de alguém cuja inteligência está danificada." (Segundo a tradução por Ramkrishna Bhattacharya
Em alguns casos, quando os movimentos xramânicos compartilhavam os mesmos conceitos filosóficos, os detalhes variavam. No jainismo, por exemplo, o Carma é baseado na filosofia do elemento materialista, em que carma é o fruto da ação de alguém concebido como partículas materiais que aderem a uma alma e a afastam da onisciência natural. O Buda concebeu o Carma como uma cadeia de causalidade que leva ao apego ao mundo material e, portanto, ao renascimento. Os ajívicas eram fatalistas e elevaram o Carma como destino inescapável, onde a vida de uma pessoa passa por uma cadeia de consequências e renascimentos até chegar ao fim. Outros movimentos xrâmanas, como os liderados por Pakkudha Kaccayana e Purana Kashyapa, negaram a existência do Carma.
|                              | Ajivica                   | Budismo                                        | Charvaca    | Jainismo                                                                                    | Escolas ortodoxas da filosofia indiana (Não xramânicas) |
| ---------------------------- | ------------------------- | ---------------------------------------------- | ----------- | ------------------------------------------------------------------------------------------- | --- |
| Carma                        | Nega                      | Afirma                                         | Nega        | Afirma                                                                                      | Afirma |
| Samsara, Renascimento        | Afirma                    | Afirma                                         | Nega        | Afirma                                                                                      | Algumas escolas afirmam, outras não |
| Vida ascética                | Afirma                    | Afirma                                         | Nega        | Afirma                                                                                      | Afirma apenas como Sannyasa |
| Rituais, Bhakti              | Afirma                    | Afirma, opcional (páli: Bhatti)                | Nega        | Afirma, opcional                                                                            | Escolas teísticas: Afirma, opcional Outras: Negam |
| Ahimsa e vegetarianismo      | Afirma                    | Afirma Não é claro sobre a carne como alimento |             | Proponente mais forte da não-violência; vegetarianismo para evitar violência contra animais | Afirma como virtude mais elevada, mas a Guerra Justa também é afirmada; vegetarianismo é encorajado, mas a escolha é deixada ao hindu |
| Livre arbítrio               | Nega                      | Afirma                                         | Afirma      | Afirma                                                                                      | Afirma |
| Maiá                         | Afirma                    | Afirma (prapañca)                              | Nega        | Afirma                                                                                      | Afirma |
| Atmã                         | Afirma                    | Nega                                           | Nega        | Afirma                                                                                      | Afirma |
| Deus Criador                 | Nega                      | Nega                                           | Nega        | Nega                                                                                        | Escolas teísticas: Afirmam Outras: Negam |
| Epistemologia(Pramana)       | Pratyakṣa, Anumāṇa, Śabda | Pratyakṣa, Anumāṇa                             | Pratyakṣa   | Pratyakṣa, Anumāṇa, Śabda                                                                   | Várias, Vaisheshika (duas) ao Vedanta (seis): Pratyakṣa (percepção), Anumāṇa (inferência), Upamāṇa (comparação e analogia), Arthāpatti (postulação, derivação), Anupalabdi (não-percepção, prova cognitiva/negativa), Śabda (testemunha confiável) |
| Autoridade epistêmica        | Nega: Vedas               | Afirma: ágama de Buda Nega: Vedas              | Nega: Vedas | Afirma: Jain Agamas Nega: Vedas                                                             | Afirmam: Vedas e Upanixades, Negam: outros textos |
| Salvação (Soteriologia)      | Samsdrasuddhi             | Nirvana(realizar Śūnyatā)                      |             | Siddha                                                                                      | Moksha, Nirvana, Kaivalya Advaita, Ioga, outros: Jivanmukti Dvaita, teísticas: Videhamukti |
| Metafísica(Realidade Última) |                           | Śūnyatā                                        |             | Anekāntavāda                                                                                | Brahman |

## Influências na cultura indiana
As tradições xrâmanas influenciaram e foram influenciadas pelo hinduísmo e umas pelas outras. De acordo com alguns estudiosos, o conceito do ciclo de nascimento e morte, o conceito de samsara e o conceito de liberação podem muito possivelmente ser de tradições xrâmanas ou de outras ascéticas. Obeyesekere sugere que os sábios tribais do vale do Ganges podem ter inspirado as ideias de samsara e libertação, assim como as ideias de renascimento que surgiram na África e na Grécia. O'Flaherty afirma que não há evidências objetivas suficientes para apoiar qualquer uma dessas teorias.
É no período das Upanixades que as teorias xramânicas influenciam as teorias bramânicas. Enquanto os conceitos de Bramã e Atmã (Alma, Self) podem ser consistentemente rastreados até as camadas pré-upanixádicas da literatura védica, a natureza heterogênea das Upanixades mostra infusões de ideias sociais e filosóficas, apontando para a evolução de novas doutrinas., provavelmente dos movimentos xramânicos.
As tradições xrâmanas trouxeram conceitos de Carma e Samsara como temas centrais de debate. As visões xrâmanas foram influentes para todas as escolas de filosofias indianas. Conceitos, como carma e reencarnação, podem ter se originado nas tradições xrâmanas ou renunciantes, e depois se tornaram predominantes. Existem várias teorias de possíveis origens de conceitos como Ahimsa, ou não-violência. A Chāndogya Upaniṣad, datada por volta do século VII a.C., no versículo 8.15.1, tem a evidência mais antiga do uso da palavra Ahimsa no sentido familiar no hinduísmo (um código de conduta). Ela proíbe a violência contra "todas as criaturas" (sarvabhuta) e diz-se que o praticante de Ahimsa escapa do ciclo da metempsicose. De acordo com alguns estudiosos, como D. R. Bhandarkar, o darma ahimsa dos xrâmanas impressionou os seguidores do bramanismo e seus livros de leis e práticas.
Teorias sobre quem influenciou quem, na Índia antiga, continuam sendo uma questão de debate acadêmico, e é provável que as diferentes filosofias tenham contribuído para o desenvolvimento umas das outras. Wendy Doniger resume a interação histórica entre os estudiosos do hinduísmo védico e do budismo xramânico:
"Havia uma interação tão constante entre o vedismo e o budismo no período inicial que é inútil tentar separar a fonte anterior de muitas doutrinas, elas viviam nos bolsos umas das outras, como Picasso e Braque (que, em anos posteriores, foram incapazes de dizer qual deles pintou certas pinturas de seu período anterior, compartilhado)."

### Hinduísmo
Randall Collins afirma que "a estrutura cultural básica para a sociedade leiga que eventualmente se tornou o hinduísmo" foi estabelecida pelo budismo.
O hinduísmo moderno pode ser considerado uma combinação das tradições védicas e xrâmanas, pois é substancialmente influenciado por ambas. Entre as escolas ásticas do hinduísmo, as filosofias Vedanta, Sânquia e Ioga influenciaram e foram influenciadas pela filosofia xrâmana. Como Geoffrey Samuel observa,
"Nossa melhor evidência até hoje sugere que [a prática iogue] se desenvolveu nos mesmos círculos ascéticos dos primeiros movimentos xrâmanas (budistas, jainas e ajívicas), provavelmente por volta dos séculos VI e V a.C.".
Alguns brâmanes aderiram ao movimento xrâmana, como Cānakya e Sāriputta. Da mesma forma, um grupo de onze brâmanes aceitou o jainismo e se tornou os principais discípulos ou ganadharas de Mahavira.
Patrick Olivelle sugere que o sistema de vida ashrama hindu, criado provavelmente por volta do século IV a.C., foi uma tentativa de institucionalizar a renúncia dentro da estrutura social bramânica. Este sistema deu total liberdade aos adultos para escolher o que querem fazer, se querem ser chefes de família ou saniasins (ascetas); a tradição monástica era uma instituição voluntária. Este princípio voluntário, afirma Olivelle, era o mesmo princípio encontrado nas ordens monásticas budistas e jainistas da época.

## Na literatura ocidental
Várias referências possíveis a "xrâmanas", com o nome mais ou menos distorcido, apareceram na literatura ocidental antiga.

### Clemente de Alexandria (150-211)
Clemente de Alexandria faz várias menções aos xrâmanas, tanto no contexto dos bactrianos quanto dos indianos:
Assim a filosofia, coisa da mais alta utilidade, floresceu na antiguidade entre os bárbaros, iluminando as nações. E depois veio para Grécia. Os primeiros em suas fileiras foram os profetas dos egípcios; e os caldeus entre os assírios; e os druidas entre os gauleses; e os samaneus entre os bactrianos ("Σαμαναίοι Βάκτρων"); e os filósofos dos celtas; e os magos dos persas, que predisseram o nascimento do Salvador, e vieram para a terra da Judeia guiados por uma estrela. Os gimnosofistas indianos também estão em número, e os outros filósofos bárbaros. E destes existem duas classes, algumas delas chamadas Sarmanae ("Σαρμάναι"), e Brahmanae ("Βραχμαναι").

### Porfírio (233-305)
Porfírio descreve extensivamente os hábitos dos śramaṇas, a quem ele chama de "samaneus" ou "samaneanos", em seu "Da Abstinência da Comida Animal" Livro IV. Ele diz que sua informação foi obtida do "Bardesanes babilônico, que viveu no tempo de nossos pais, e que estava familiarizado com aqueles indianos que, juntamente com Damadamis, foram enviados a César".
"Para a política dos indianos sendo distribuídos em muitas partes, há uma tribo entre eles de homens divinamente sábios, a quem os gregos estão acostumados a chamar gimnosofistas. Mas destas há duas seitas, sobre uma das quais os brâmanes presidem, mas sobre a outra os samaneus. A raça dos brâmanes, no entanto, recebe sabedoria divina deste tipo por sucessão, da mesma maneira que o sacerdócio. Mas os samaneus são eleitos e consistem naqueles que desejam possuir o conhecimento divino."
Sobre entrar na ordem

"Todos os brâmanes são originários de um tronco; pois todos eles são derivados de um pai e uma mãe. Mas os samaneus não são filhos de uma família, sendo, como dissemos, coletados de todas as nações de indanos. Um brâmane, no entanto, não é súdito de nenhum governo, nem contribui com nada junto com outros para o governo."
"Os samaneus são, como dissemos, eleitos. Quando, no entanto, alguém deseja ser inscrito em sua ordem, ele prossegue para os governantes da cidade; mas abandona a cidade ou aldeia que habitava, e a riqueza e todas as outras propriedades que possuía. Tendo igualmente cortado tudo aquilo que é supérfluo de seu corpo, ele recebe uma roupa e parte para os samaneus, mas não volta para sua esposa ou filhos, se por acaso os tiver, nem presta atenção a eles ou pensa que eles lhe pertencem. E, no que diz respeito aos filhos, de fato, o rei provê o que é necessário para eles, e os parentes proveem a esposa. E assim é a vida dos samaneus. Mas eles vivem fora da cidade e passam o dia inteiro conversando sobre divindades. Eles também têm casas e templos, construídos pelo rei, nos quais são mordomos, que recebem um certo emolumento do rei, com o objetivo de suprir de nutrição aqueles que neles habitam. Mas sua comida consiste em arroz, pão, frutas outonais e ervas de pote. E quando eles entram em sua casa, o som de um sino sendo o sinal de sua entrada, aqueles que não são samaneus se afastam dela, e os samaneus começam imediatamente a orar."
Sobre alimentação e hábitos de vida

E com respeito aos que são filósofos, entre estes alguns moram nas montanhas, e outros nas margens do rio Ganges. E os que vivem nas montanhas se alimentam de frutas outonais e de leite de vaca coagulado com ervas. Mas aqueles que residem perto do Ganges, vivem também de frutas outonais, que são produzidas em abundância ao redor daquele rio. Da mesma forma, a terra quase sempre dá novos frutos, junto com muito arroz, que cresce espontaneamente, e que eles usam quando há deficiência de frutos outonais. Mas provar de qualquer outro alimento, ou, em suma, tocar em comida animal, é considerado por eles como equivalente a extrema impureza e impiedade. E este é um de seus dogmas. Eles também adoram a divindade com piedade e pureza. Eles passam o dia, e a maior parte da noite, em hinos e orações aos deuses; cada um deles tendo um chalé só para si, e vivendo, tanto quanto possível, sozinhos. Pois os brâmanes não suportam ficar com os outros, nem falar muito; mas quando isso acontece, eles depois se retiram e não falam por muitos dias. Eles também frequentemente jejuam.
Sobre a vida e a morte

"Eles estão tão dispostos em relação à morte, que a contragosto suportam todo o tempo da vida presente, como uma certa servidão à natureza e, portanto, apressam-se a libertar suas almas dos corpos [com os quais estão ligados]. Por isso, frequentemente, quando são vistos como estando bem, e não são oprimidos nem levados ao desespero por qualquer mal, eles se afastam da vida."